# 肚带
肚带，是骑乘骡马等动物配备的工具。
肚带是围绕在骡马等牲畜的肚子下边的皮带或短绳，两头绑在攀绳上，用来把鞍子等紧系在背上，防止车体后撅。肚带防止马鞍滚翻，是骑乘人生命安全的保障。。